# Тверска област
Тверска област (рус. Тверская область) конститутивни је субјект Руске Федерације са статусом области и налази се на простору Средишњег федералног округа на западу европског дела Руске Федерације.
Граничи се са Московском облашћу на југоистоку, на југу је Смоленска област, на истоку је Јарославска, на северу и североистоку Новгородска и Вологдска област, те Псковска област на западу.
У историјским изворима подручје је од најранијих времена познато као Тверска земља и Тверски крај, а као административна јединица Руске Империје носило је име Тверска губернија. У садашњем облику успостављена је 29. јануара 1935. под именом Калињинска област, а након што је граду Тверу враћено старо име (до 1990. град се звао Калињин) и цела област добија садашњи назив.
Са површином од 84.201 km² налази се на 38. месту међу субјектима Руске Федерације. На том подручју је према проценама националне статистичке службе за 2018. живело 1.283.754 становника (у просеку 15,25 ст/км²). Главни и највећи град области је Твер (са 410.000 становника), а већи градови су Ржев, Вишњи Волочок, Кимри, Торжок и Конаково. Етнички је веома хомогена, Руси чине око 93% укупне популације а најбројније националне мањине су Украјинци и Карели.
У административном смислу област је подељена на 36 општинских рејона и 7 градских округа и они представљају основни ниво административне поделе. Међу градских окрузима је 5 градова обласне субординације (Твер, Вишњи Волочок, Ржев, Кимри и Торжок) и 2 затворена града (Озјорни, Солњечни). На територији рејона постоје укупно 44 насеља урбаног типа, а од тог броја њих 18 су градови рејонске субординације (другостепени градови) и 26 варошица. Рејони су подељени на урбане и руралне заједнице (или другостепене општине).
Област је одликована Орденом Лењина 1966. године.

## Етимологија
Тверска област је име добила по административном центру, граду Тверу. Град је основан 1135. године, а у првим писаним изворима се помиње као Тьхвѣрь.
На територији некадашњих олоњетских земаља, речи сличне речи твер су биле уобичајни називи за реке и језера. Отуд и име језера Тихвера, па неки етимолози повезују име овог језера са именом града. Друге теорије су засноване на балтичко-словенском становништву и њиховим називима за прве утврде, пољски: twordza -твђава; и литвански: твора -ограда.

## Географија
Тверска област смештена је на западу европског дела Руске Федерације, односно обухвата крајњи северозапад Средишњег федералног округа. Протеже се у правцу запад-исток у дужини од око 450 километара, односно од севера ка југу до 260 километара. Обухвата територију површине 84.201 км², што чини свега 0,49% државне територије, и по том параметру налази се на 38. месту међу 83 административно-територијална субјекта Руске Федерације. Територијално је најпространија област на подручју Централног федералног округа. На северу је ограничена територијама Новгородске и Вологдске области (обе припадају Северозападном федералном округу), на истоку је Јарославска, а на западу Псковска област. На југу се граничи са територијама Московске и Смоленске области. Југоисточна граница области од главног града земље Москве је удаљена свега око 90 километара.
У географском смислу територија Тверске области обухвата запад централних делова простране Источноевропске низије. У рељефном погледу Тверска област је подручје изразито равничарског типа са којег се готово неприметно уздижу благо заталасана узвишења моренског порекла (посебно у централним деловима). Око трећине обласне територије у централним и западним деловима лежи у зони Валдајског побрђа. То су највиши делови Тверске области са просечним надморским висинама између 200 и 300 m. Овде се налази највиша тачка области, Макушка Валдаја, која лежи на надморској висини од 346,9 m (на територији Вишњеволочког рејона). Важније целине Валдајског побрђа на југу су Вишњеволочка греда и Оковска шума. Јужно од града Твера налази се око 200 км дуга и до 40 км широка Тверска греда, моренско узвишење лучног облика (остатак некадашњег московског ледника), надморске висине до 257 m. На североистоку области се налази Овинишченско побрђе, висине до 267 m, док је на истоку Бежечки врх.
Валдајско побрђе се на истоку и западу наставља на низијска подручја обично смештена уз речне долине, са просечним надморским висинама између 100 и 150 m. Најнижи део области је Плоскошка низија на крајњем северозападу, на територији Торопечког рејона. Ту се налази и најнижа тачка области, на десној обали реке Куње, са надморском висином од 61 метра (у просеку цела низија лежи на надморским висинама од 65 до 70 m). На североистоку је Молого-Шекснинска низија, док је на југоистоку Горњоволшка низија (уз горње делове тока Волге).

### Клима
Тверска област лежи у зони умереноконтиненталне климе, а степен континенталности климе расте идући ка источним деловима области. Просечне јануарске температуре ваздуха имају вредности између −8 до −16 °C, односно јула од +17 до +19 °C. Просечна сума падавина на годишњем нивоу креће се између 560 и 720 мм, а највлажнија су подручја на западу Валдајског побрђа. Снежни покривач формира се крајем новембра, одржава се у просеку између 140 и 150 дана и има просечне дебљине од 40–60 цм (максимално 80 цм).

### Хидрографија
Речна мрежа Тверске области је веома густа, а обласна територија одводњава се ка сливовима Балтичког и Црног мора и Каспијског језера. На територији области налази се више од 800 река дужих од 10 км, а укупна дужина речне мреже је око 17.000 км. Најмањи део територије припада басену Црног мора, односно реке Дњепар (свега 0,3%) у коју се одводњава преко неколико мањих притока реке Воп на крајњем југу области.
Басену Каспијског језера припада око 70% територије, а најважнија река овог слива је Волга која преко територије области тече дужином од 685 км (извире на подручју Осташковског рејона у заштићеном подручју познатом као парк природе Извор Волге). Њене најважније притоке у овом делу тока су Молога (280 км), Медведица (259 км) и Тверца (188 км). Балтичком сливу припада 29,7% територије, а најважнија река овог слива је Западна Двина (262 км) са својом притоком Межом (259 км). Северозападни и северни делови области ка Балтику се одводњавају преко Иљмењског језера, односно преко река Мста и Цна (160 км).
Око 1,4% територије области заузимају језера, којих укупно има 1.769. Њих 20 има површину већу од 10 км². Највећи степен ујезерености је у западним и северозападним деловима, те уз горњи ток реке Волге. Највећи број природних језера је глацијалног порекла. Највећа језера су Селигер (212 км²), Горњоволшка језера (127 км²), Шлино (34 км²), Кафтино (32,3 км²), Велико (32 км²), Пирос (31,2 км²) и друга. Најдубље је језеро Бросно са највећом дубином од 41,5 m.
Од бројних вештачких језера, димензијама се издвајају она која се налазе на реци Волги: Верхњеволшко (површине 183 км²), Ивањковско (познато и као Московско море, површине 327 км²), Угличко (249 км²) и Рибинско (4.580 км²). Већа вештачка језера су још и Вазуско на граници са Смоленском облашћу (површине 97 км²) и Вишњеволочко (108 км²).
Знатна подручја Тверске области заузимају и замочварена подручја под тресавама којих има укупно 3.081. Под тресавама је 808.000 хектара или 10% обласне територије, а залихе тресета достижу и до 15,4 милијарде м³. Тресет се експлоатише на 103 налазишта, а око 43% свих тресетишта се убраја у заштићена природна добра. Највећа тресава је Оршински мох која се налази на подручју Рамешког рејона.
У мочварним подручјима Тверске области свој ток започињу бројне реке, а највећа међу њима је свакако Волга, највећа европска река.

### Живи свет и екологија
Тверска област лежи у подзони јужне тајге која постепено прелази у листопадне шуме на северозападу, док се у северним и југоисточним деловима као доминантне задржавају борове шуме. Под шумама је око 4,85 милиона хектара или 53% обласне територије.
Највеће заштићено подручје је Централно-лесни резерват биосфере (рус. Центрально-Лесной государственный биосферный заповедник) који се налази на територијама Нелидовског, Андреапољског и Селижаровског рејона, на подручју познатом као Оковска шума, а укупна површина заштићеног подручја је 46.061 хектар.
Уз границу са Московском области налази се заштићено подручје националног парка Завидово површине 125.000 хектара (основан 1972. године). Под заштитом државе налазе се још 202 локалитета, а постоје укупно 252 споменика природе.
Највећи загађивачи су погони хемијске индустрије у градовима Торжок и Нелидово, док се на територији касарне код села Мигалово (близу Твера) налази одлагалиште радиоактивног отпада.

## Историја
Прво индиректно помињање Твера у писаним изворима је из повеље новгородског књаза Всеволода Мстиславича из 1135. или 1139. године. Град је вероватно настао знатно раније, крајем IX и почетком X века. Касније се Твер помиње 1164. као мање утврђење на западној граници Суздаљске кнежевине.
Територија савремене Тверске области у том периоду је била најчешће део Новгородске државе, а потом и Владимир-Суздаљске кнежевине. Тверски кремљ је вероватно саграђен 1182. по налогу тадашњег владимирског књаза Всеволода III. након што је Владимирска кнежевина потпала под власт Монгола 1238. године, Твер постаје новом културном и политичком престоницом руских народа на северозападу. Тверска кнежевина је свој највећи успон доживела за време власти књаза Михаила Јарославовича (1271–1318). Године 1327. на подручју Тверске земље дошло је до првог масовног устанка против Златне хорде, што је био први такав устанак против Монгола међу источним Словенима. Пуних 150 година Тверска кнежевина је била један од најважнијих културних и политичких центара Русије у то време.
Након неуспешне војне акције против Московске кнежевине (заједно са Литванском кнежевином и Новгородском републиком), град Твер је 1485. пао под власт московљана предвођених Иваном III, а тадашњи тверски књаз Иван је био присиљен да пребегне у Литванију. То је уједно значило и крај постојања независне Тверске кнежевине. У време похода Ивана Грозног на Велики Новгород 1569. Твер је спаљен до темеља, а ново уништење следило је у периоду Смутних времена када су град уништили Пољаци.
Након оснивања Петербурга у XVIII веку, Твер постаје важним трговачким центром на путу између две престонице Руске Империје. У том периоду тверска земља је била организована као административна целина Тверска губернија.
Након што је град Твер 1931. преименован у Калињин (у част бољшевичког револуционара Михаила Калињина) и цела област добија име Калињинском облашћу. Старо име је враћено 17. јула 1990. након више од 55 година.

## Обласни симболи
- Застава Тверске области представља службени симбол области. Усвојена је 28. новембра 1996. године[9]. Застава је правоугаоног облика у пропорцијама 2:3 и чине је два вертикална поља златне боје која заузимају по 1/4 заставе са леве и десне стране. У средини се налази црвено поље које чини половину укупне дужине заставе, и у њему се налази књажевски трон тверских књажева.
- Грб Тверске области такође је усвојен 28. новембра 1996. године. и представља црвени штит на којем се налази књажевски тверски трон са Мономаховом круном.[10]

Сваког 21. октобра обележава се дан грба и заставе Тверске области.

## Становништво
Према подацима националне статистичке службе Русије, на територији Тверске области је 2014. живело 1.325.249 становника, или у просеку 15,74 ст/км². Од тог броја њих 75,35% је живело у градским срединама.
Демографску слику карактерише константан пад броја становника, а највећи разлог лежи у имиграцијама локалног становништва ка Москви и Санкт Петербургу. Тако је број становника са максималних 2.262.000 колико је регистровано 1928. пао за нешто мање од милион за 90 година.
| 1897.     | 1926.     | 1959.     | 1970.     | 1979.     | 1989.     | 1999.     | 2010.     | 2012.     | 2014.     |
| --------- | --------- | --------- | --------- | --------- | --------- | --------- | --------- | --------- | --------- |
| 1.769,135 | 2,242,350 | 1,806,787 | 1,717,237 | 1,649,022 | 1,583,755 | 1,566,617 | 1,353,392 | 1,342,200 | 1,325,249 |

Тверска област убраја се у етнички хомогеније административне јединице Руске Федерације, пошто око 93% популације чине етнички Руси. Најбројније мањинске заједнице су још Украјинци и Карели.
| Народ     | 2002              |
| --------- | ----------------- |
| Укупно    | 1.471.459         |
| Руси      | 1.301.006 (92,5%) |
| Украјинци | 22.563 (1,53%)    |
| Карели    | 14.633 (1,00%)    |
| Белоруси  | 8.581 (0,63%)     |
| Јермени   | 7.331             |
| Татари    | 6.717             |
| Азери     | 4.607             |
| Роми      | 4.553             |
| Чуваши    | 3.557             |
| Чечени    | 2.724             |

На територији Тверске области налази се 5 градова обласне субординације и још 18 насељених места са административним статусом града и 28 насеља са администартивним статусом варошице (рус. посёлки городского типа).

### Религија
Према проценама из 2012. око 64% становништва Тверске области се изјаснило као припадници Руске православне цркве, а половина од тог броја се декларисала као активни верници. Око 9% грађана се изјаснило само као хришћани, док се 1% декларисало као исламски верници. Удео атеиста износио је око 20%, док се 6% становништва није прецизно изјаснило.

## Административна подела
Тверска област административно је подељена на укупно 36 општинских рејона (до 2006. управни рејони) и 7 градских округа који представљају други ниво административне поделе области. Градски окрузи су у административном погледу у истом нивоу са рејонима, и њих чини 5 градова обласне субординације (Твер, Вишњи Волочок, Ржев, Кимри и Торжок) и 2 затворена града (Озјорни и Солњечни).
Рејони су у зависности од степена урбанизације подељени на подручја урбаних и руралних заједница (општине нижег нивоа) и таквих заједница на подручју целе области има укупно 298. Свака рурална заједница (општина) поред главног насеља садржи у свом саставу и неколико насељених места руралног типа, док свака урбана заједница садржи искључиво градско насеље са статусом града рејонске субординације или варошице и оближња субурбана подручја.
| №  | Рејон                | Административни центар |
| -- | -------------------- | ---------------------- |
| 1  | Андреапољски рејон   | Андреапољ              |
| 2  | Бежецки рејон        | Бежецк                 |
| 3  | Бељски рејон         | Бели                   |
| 4  | Бологовски рејон     | Бологоје               |
| 5  | Весјегонски рејон    | Весјегонск             |
| 6  | Вишњеволочки рејон   | Вишњи Волочок          |
| 7  | Жарковски рејон      | Жарковски              |
| 8  | Западнодвински рејон | Западна Двина          |
| 9  | Зупцовски рејон      | Зупцов                 |
| 10 | Калињински рејон     | Твер                   |
| 11 | Каљазински рејон     | Каљазин                |
| 12 | Кашински рејон       | Кашин                  |
| 13 | Кесовогорски рејон   | Кесова Гора            |
| 14 | Кимерски рејон       | Кимри                  |
| 15 | Конаковски рејон     | Конаково               |
| 16 | Краснохолмски рејон  | Красни Холм            |
| 17 | Кувшиновски рејон    | Кувшиново              |
| 18 | Лесновски рејон      | село Лесноје           |
| 19 | Лихослављански рејон | Лихослављ              |
| 20 | Максатишки рејон     | Максатиха              |
| 21 | Молоковски рејон     | Молоково               |
| 22 | Нелидовски рејон     | Нелидово               |
| 23 | Олењински рејон      | Олењино                |
| 24 | Осташковски рејон    | Осташков               |
| 25 | Пеновски рејон       | Пено                   |
| 26 | Рамешки рејон        | Рамешки                |
| 27 | Ржевски рејон        | Ржев                   |
| 28 | Сандовски рејон      | Сандово                |
| 29 | Селижаровски рејон   | Селижарово             |
| 30 | Сонковски рејон      | Сонково                |
| 31 | Спировски рејон      | Спирово                |
| 32 | Старички рејон       | Старица                |
| 33 | Торжочки рејон       | Торжок                 |
| 34 | Торопечки рејон      | Торопец                |
| 35 | Удомљански рејон     | Удомља                 |
| 36 | Фировски рејон       | Фирово                 |

## Привреда
Најважнији извори прихода Тверске области долазе од прерађивачке индустрије са уделом у укупној вредности БДП-а од 22,8%, следе саобраћај и комуникације са 15% и трговина са 17,6%. На пољопривредну производњу отпада свега 7,6% БДП-а..
На подручју Тверске области не постоје значајнија лежишта минералних сировина. Код Великог Нелидовског се експлоатише лигнит, а свакако најважнији енергент је тресет чије залихе се процењују на преко 15,4 милијарде м³.
Електроенергетски систем области углавном почива на електричној енергији добијеној из калињинске нуклеарке капацитета 4 ГВт, те Конаковске термолекетране која ради на природни гас (капацитета 2,4 ГБт). У будућности је планирана изградња још једне нуклеарне електране на територији области.
Пољопривредна производња базирана је на месном и млечном сточарству (говеда, свиње и живина), те на узгоју ражи, зоби, крмног биља, кромпира и поврћа.

### Саобраћај
Две најважније саобраћајнице које пресецају територију Тверске области су аутопутеви федералног значаја М10 Росија и М9 Балтија, док су најважнији локални правци А111 Торжок—Осташков и 28К-0576 Твер—Ржев.
Код Твера се налази војни аеродром Мигалово и цивилни аеродром Змјејово..
Преко територије области пролазе два магистрална нафтовода из правца Јарославља, један ка луци Приморск (у Лењинградској области), а други ка Полацку (Белорусија). Најважнији гасоводи су Нижни Новгород—Санкт Петербург и Тула—Санкт Петербург, а у граду Торжоку налази се велико подземно складиште гаса.

## Знаменитости рејона
- Извор Волге – (рус. Исток Волги) налази се на северозападу Тверске области, неколико километара јужније од границе према Новгородској области, односно на крајњем северозападу Осташковског рејона. Подручје око изворишта реке Волге данас је заштићено као парк природе који обухвата територију од око 4.100 хектара. Патријарх московски и све Русије Алексије II је 1999. освештао извориште реке Волге.
- Остаци Троицки Макаријев манастира – (рус. Троицкий Макарьев монастырь) био је мушки манастир Руске православне цркве и налазио се код данашњег града Каљазина, на крајњем југоистоку Тверске области. Манастир је у првој половини XV века основао извесни тверски монах Макарије, световно Матвеј Кожин, и налазио се на левој обали Волге. Земљу за градњу манастира поклонио је локални земљопоседник Иван Кољага по коме је насеље које се развило подно манастирских зидина вероватно и добило име. Прве писане податке о манастиру дао је путописац Афанасиј Никитин 1466. године након што је неколико дана провео са манастирским братством. Манастир је службено затворен 1920. године након доласка бољшевика на власт у Русији, а убрзо потом је и у целости уништен. Сачувано је свега неколико фресака из XVII века и пар фрагмената који су данас део фундуса московског Шчусевог музеја. Локалитет је коначно уништен и потопљен испуњавањем вештачке Угличке акумулације водом крајем 1930-их година.
- Потопљени звоник Никољског сабора – (рус. Затопленная колокольня Никольского собора) историјско-архитектонски споменик на вештачком острву усред вештачког Угличког језера на реци Волги, представља последњи остатак руске православне цркве посвећене Светом Николи из XVII века. Саграђен је 1694. и омао је 12 звона од којих је највеће изливено 1895. у част крунисања императора Николаја II и тежило је око 17.000 кг.
- Нилова испосница – (рус. Нило-Столобенская пустынь) православни је мушки манастир Руске православне цркве на маленом острву Столобни на језеру Селигер, на око 10 километара северније од града Осташкова. Духовним оцем манастира сматра се пребодобни Нил Столбенски.
- Манастир свете Олге Кијевске – (рус. Ольгин монастырь) православни је женски манастир Руске православне цркве у селу Волговерховје на северозападу области. Посвећен је светој кнегињи Олги Кијевској.
- Успењски манастир у Старици – (рус. Ста́рицкий Свя́то-Успе́нский монастырь) мушки је манастир Руске православне цркве под ингеренцијом Тверске епархије. Налази се у граду Старици на левој обали реке Волге на југу области, на месту где се у Волгу улива река Старица. Манастир је основан у првој половини XVI века под ктиторством локалног књаза Андреја Ивановича. Манастиром је од 1559. до 1571. управљао архимандрит Јов, касније први Патријарх московски и све Русије. Патријарх Јов преминуо је у Старичком манастиру 1607. године.

- Нилова испосница
- Макаријев манастир
- Старички манастир